# Milan Srškić
Milan Srškić (v některých českých zdrojích uváděn jako Srskić, cyrilicí: Милан Сршкић; 3. února 1880 Bělehrad, Srbské knížectví – 12. dubna 1937 Bělehrad, Království Jugoslávie) byl jugoslávský politik a právník srbského původu.

## Život
Přesvědčený vlastenec Stijepo Srškić, uváděný též jako Stjepo či Stepo, za rakousko-uherské okupace Bosny a Hercegoviny odešel za lepším životem do Bělehradu, ale po ročním neúspěšném pokusu nalézt zaměstnání se vrátil do rodného Sarajeva. Za tohoto krátkého pobytu v Srbsku se mu narodil syn Milan, což poté některé životopisce vedlo k mylné domněnce o jeho narození v bosenskohercegovské metropoli.
Milan v Sarajevu dokončil základní školu a gymnázium, ve studiu následně pokračoval na vídeňské právnické fakultě, kde nakonec získal i doktorský titul. Již jako mladý intelektuál se zasazoval za srbskou církevní a školskou autonomii v Bosně a Hercegovině, která byla nakonec okupačními úřady schválena roku 1905. V prvních volbách do bosenského saboru (zemského směnu) roku 1910 byl zvolen za poslance v řadách Srbské národní organizace (Srpska narodna organizacija). V saboru patřil do umírněné frakce kolem časopisu Srpska riječ (Srbské slovo), dokonce byl jejím mluvčím a hlavní tváří, která byla za jistých okolností svolná spolupracovat s rakousko-uherskou správou. Ochota ke kompromisům se však nadobro vytratila po balkánských válkách, kdy poslanci složili mandáty a v nerovném politickém klání o mandáty přišli, a to včetně Milana Srškiće.
Na začátku první světové války narukoval do armády a byl odvelen na východní frontu. Tam ale brzy přeběhl k Rusům, nato odcestoval do Srbska a vstoupil do místní armády. Po pádu Srbska roku 1915 přešel se zbytkem vojska albánské hory a připojil se k evakuaci na ostrov Korfu. Krátce pobýval v Itálii, ale nakonec se rozhodl usadit ve Švýcarsku. V Helénské republice se přidal k formujícímu se Jihoslovanskému výboru.
Po vzniku Království Srbů, Chorvatů a Slovinců ve volbách opakovaně obhájil poslanecký mandát. Po odstoupení Atanasije Šoli také krátce vedl bosenskohercegovskou národní vládu, než byla definitivně zrušena. V této době se přidal k radikální straně Nikoly Pašiće, za níž roku 1923 obsadil ministerstvo lesního hospodářství. Ve vládě znovu působil po královského převratu roku 1929, nejprve jako ministr spravedlnosti (1929–1931), a poté jako ministr bez portfeje (1931–1932). Roku 1932 se spolu s dalšími disidenty z radikální strany podílel na založení prokrálovské Jugoslávské radikální selské demokracie (Jugoslovenska radikalna seljačka demokratija), roku 1933 přejmenované na Jugoslávskou nacionální stranu (Jugoslovenska nacionalna stranka, JNS). Za tuto stranu vykonával i úřad předsedy vlády, konkrétně letech 1932–1934. Kvůli svému centralismu, diktátorským postojům a podílu na zavedení bánovin s ahistorickými hranicemi nebyl příliš populární. Často vystupoval jako mluvčí srbské komunity v Bosně a Hercegovině, přičemž se ostře vyhraňoval vůči muslimskému a chorvatskému autonomismu. Funkci premiéra zastával až do ledna 1934, kdy král Alexandr I. Karadjordjević reagoval na vnitropolitické problémy země výměnou kontroverzního ministerského předsedy. Srškić se stal opět ministrem ve Uzunovićově vládě po atentátu na krále Alexandra. Definitivní zlom v jeho politické kariéře přinesly volby roku 1935, které sice přesvědčivě vyhrála JNS, ale do premiérského křesla se vyšvihl Milan Stojadinović. Stojadinović posléze stranu rozštěpil a vytvořil koalici s chorvatskými a muslimskými autonomisty a slovinskými klerikály.